# Aztecula
Aztecula is een geslacht van straalvinnige vissen uit de familie van eigenlijke karpers (Cyprinidae).

## Soorten
- Aztecula sallaei (Günther, 1868)